# Climat ecuatorial

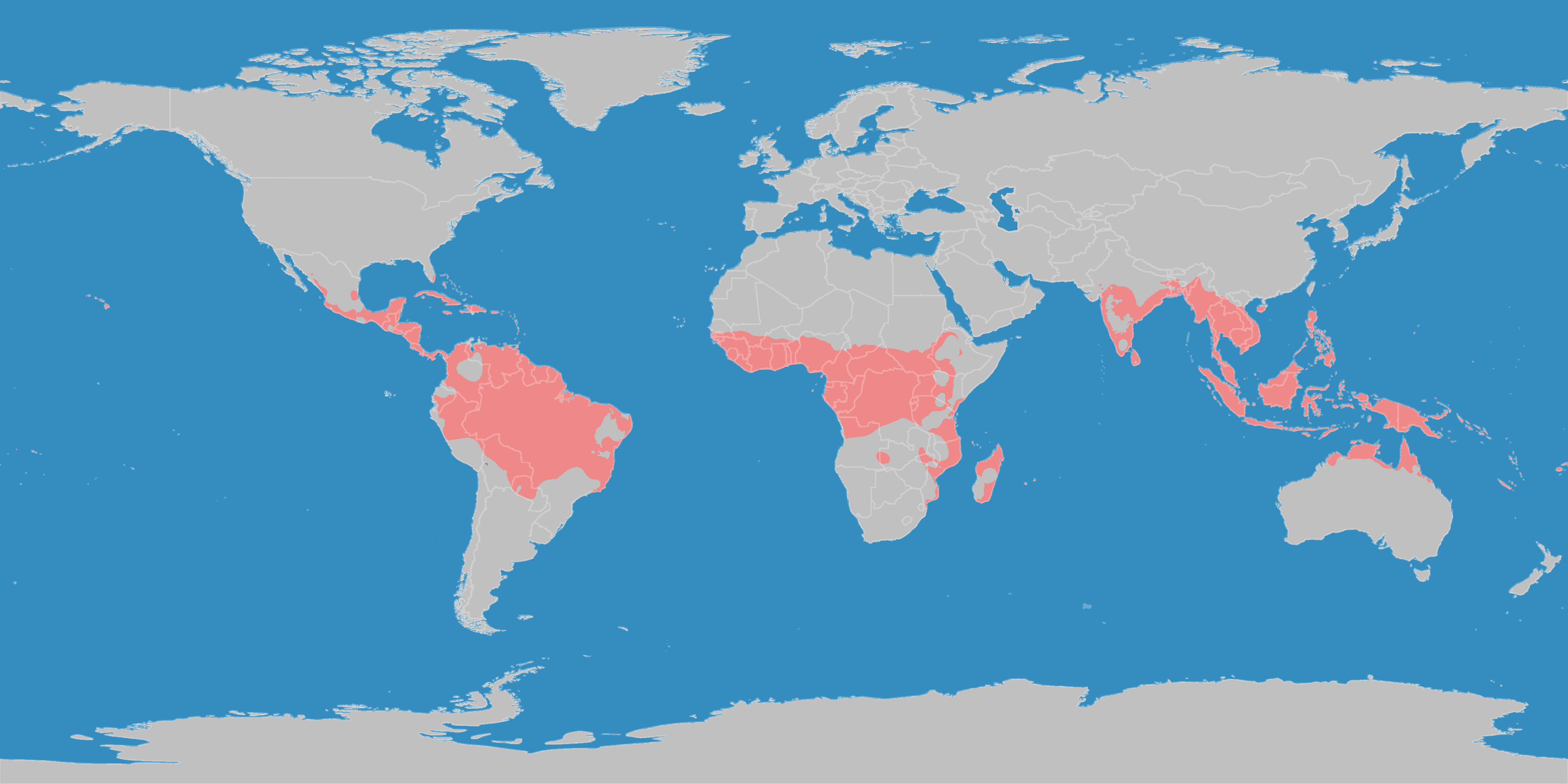
Răspândirea pădurilor ecuatoriale pe glob

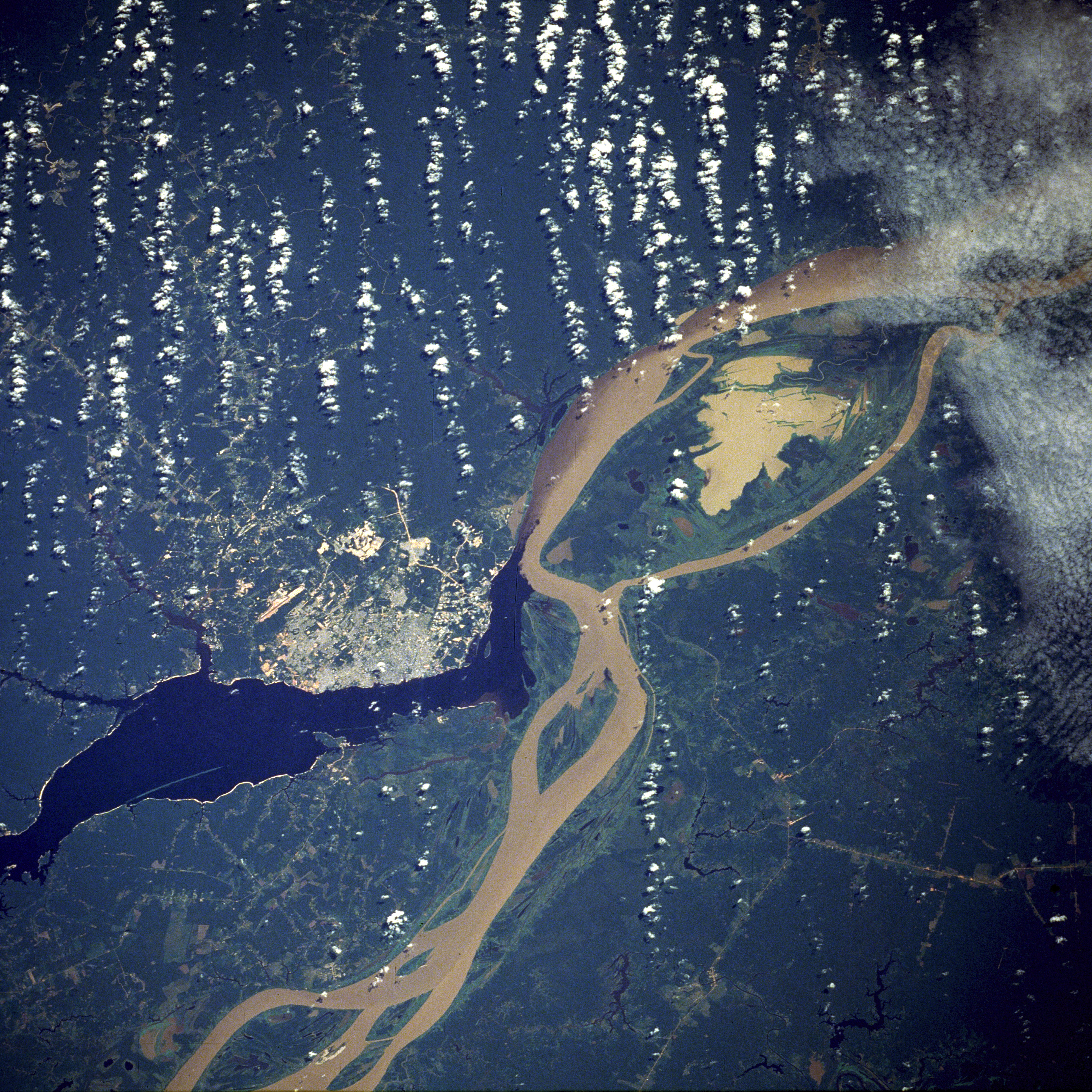
Cursul râului Amazon

Climatul tropical ecuatorial, sau doar climatul ecuatorial, cuprinde în cea mai mare parte a sa mediul geografic al pădurilor ecuatoriale, care geografic sunt prezente de o parte și alta a Ecuatorului. Acest mediu geografic este reprezentat pe mari suprafețe :

## Caracteristicile climatului
Acest mediu are o uniformitate aparte a regimului climatic, temperatura medie anuală variind între 25 și 28 grade Celsius, iar precipitațiile anuale depășind 3000 mm.

## Vegetația

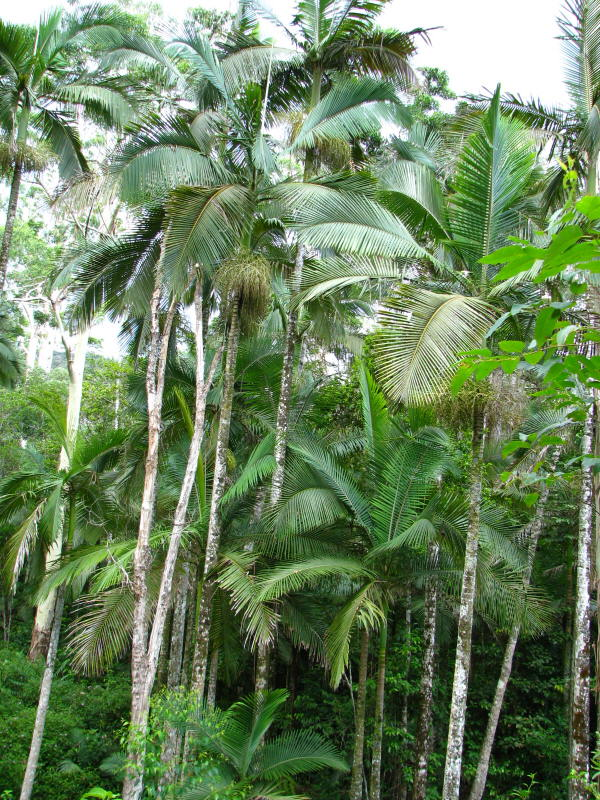
Palmier

Datorită acestor factori climatici, vegetația predominantă este cea semperviriscentă (veșnic verde), luxuriantă, cu arbori stratificați (în 3 straturi: 5–15 m, 15-40m, 40-60m), sub aceste straturi aflându-se arbuști și ierburi la periferia pădurilor. În interiorul pădurilor și între straturi cresc liane și plante epifite (plante fixate pe arbori).
Arborii care constituie aceste păduri ecuatoriale sunt: palmierii (peste 1500 specii, cuprinzând și palmierul de ulei și palmierul de cocos ), arborele de cauciuc, arborele de cacao, arborele de cafea, mahonul, accaju etc. Pe țărmurile afectate de maree cresc mangrove.

## Fauna

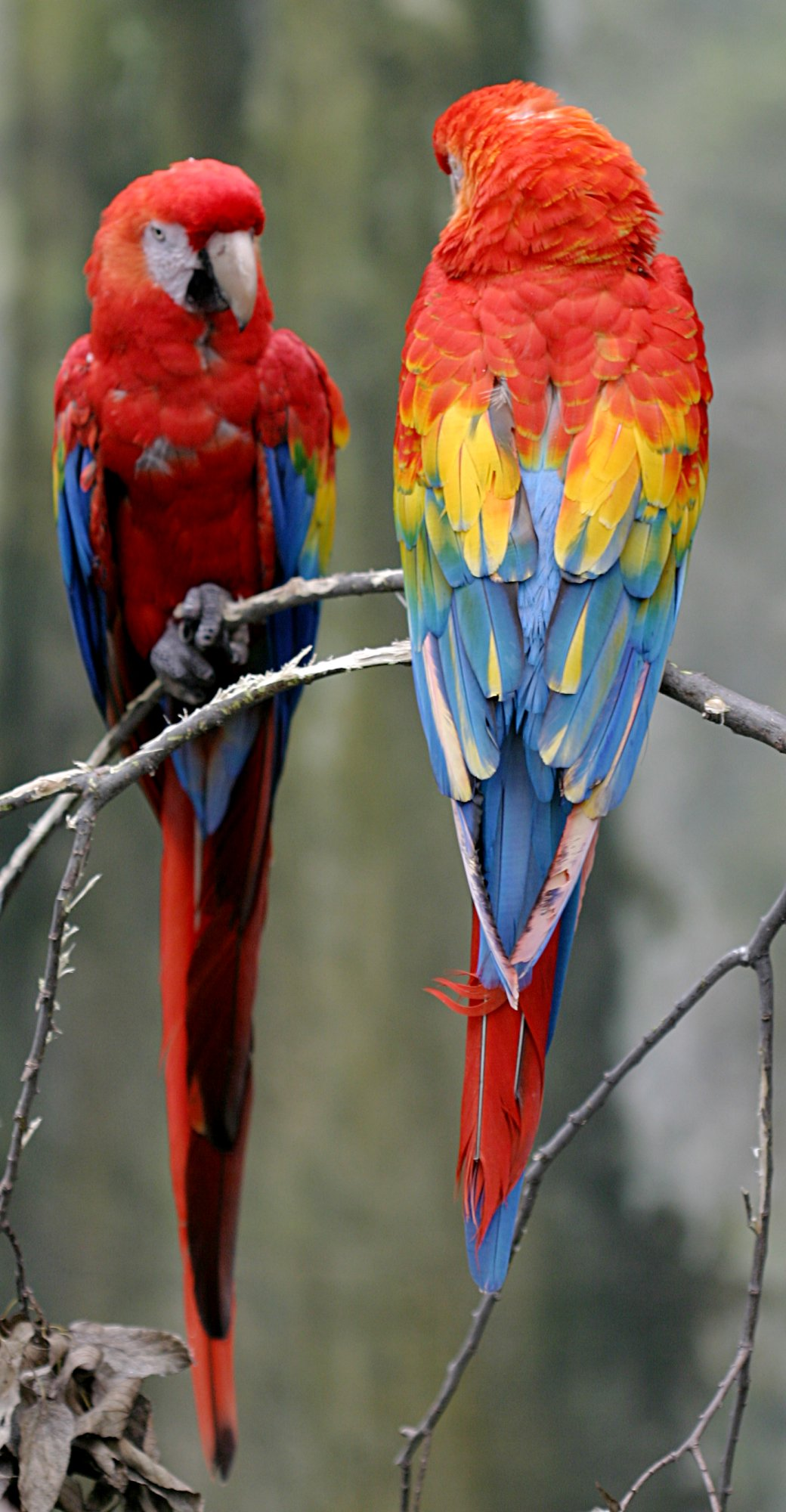
Papagalul Ara, o pasăre specifică acestei zone

Condițiile climatice favorabile din această zonă extrem de caldă și umedă permit existența unei mari diversități de animale. Cele mai multe (șerpi, insecte, maimuțe, fluturi, păsări viu colorate ) trăiesc în coroana arborilor unde găsesc o hrană abundentă. Animalele arbolicole s-au adaptat, putând face salturi și agățându-se de ramurile arborilor. În desișurile acestor păduri mai pot fi găsite jaguarul, antilopa de pădure etc.

## Populația

Graficul variațiilor de temperatură și precipitații în orașul Lagos

Din cauza faptului că pădurile ecuatoriale sunt foarte dense, populația care trăiește în acest mediu se concentrează pe văile dens populate sau pe țărmuri.
Lagos, de exemplu, cel mai mare oraș din Nigeria, cu peste 11 milioane locuitori, este o metropolă aflată în acest climat. Aici sezonul ploios ține din aprilie până în iulie, ploi mai blânde apărând și prin octombrie și noiembrie, temperaturile variând foarte puțin de la o lună la alta (27 °C în ianuarie, 25 °C în iulie).
În Africa, în zona pădurilor ecuatoriale trăiesc în general pigmeii (populație băștinașă de statură mică).

## Impactul antropic
Impactul antropic constă în defrișări sau incendieri cu scopul fie de a exploata resursele miniere, fie lemnul, fie obținerea de terenuri agricole, drumuri sau spații de locuit. Multe terenuri defrișate cu scopul de a se obține teren agricol au fost abandonate din cauza spălării stratului de sol, aceste terenuri acoperindu-se în scurt timp cu un strat de vegetație deasă, care mai târziu se vor transforma în păduri.